# ワン・ライフ・トゥ・リヴ
『One Life To Live (OLTL)』（ワン・ライフ・トゥ・リヴ）は、アメリカ合衆国のABCで1968年7月15日から2012年1月13日まで放送されていた長寿テレビドラマ（海外ドラマ）である。
開始当初は30分枠であったが、1976年には45分枠に、1978年には60分に拡大された。